# Henri Cohen
Henri Cohen (8 de junho de 1947) é um matemático francês.
Teórico dos números, é professor da Universidade de Bordeaux. É mais conhecido por liderar a equipe que criou o sistema algébrico computacional PARI/GP. É autor de vários livros texto sobre teoria dos números computacional e teoria algébrica dos números.

## Publicações selecionadas
- Cohen, Henri (1996). A Course In Computational Algebraic Number Theory. Col: Graduate Texts in Mathematics. [S.l.]: Springer-Verlag. ISBN 0-387-55640-0
- Cohen, Henri (2000). Advanced Topics in Computational Number Theory. Col: Graduate Texts in Mathematics. [S.l.]: Springer-Verlag. ISBN 0-387-98727-4
- Cohen, Henri (2006). Handbook of Elliptic and Hyperelliptic Curve Cryptography. Col: Discrete Mathematics and Its Applications. [S.l.]: Chapman & Hall/CRC. ISBN 978-1-58488-518-4
- Cohen, Henri (2007). Number Theory – Volume I: Tools and Diophantine Equations. Col: Graduate Texts in Mathematics. 239. [S.l.]: Springer-Verlag. ISBN 978-0-387-49922-2
- Cohen, Henri (2007). Number Theory – Volume II: Analytic and Modern Tools. Col: Graduate Texts in Mathematics. 240. [S.l.]: Springer-Verlag. ISBN 978-0-387-49893-5